# La Bataille de Magenta
 (juin 2023).
Si vous disposez d'ouvrages ou d'articles de référence ou si vous connaissez des sites web de qualité traitant du thème abordé ici, merci de compléter l'article en donnant les références utiles à sa vérifiabilité et en les liant à la section « Notes et références ».
La Bataille de Magenta est un tableau peint par Gerolamo Induno en 1861. Il mesure 208 cm de haut sur 364 cm de large et représente la bataille de Magenta. Il est conservé au Musée du Risorgimento à Milan, dans la salle IX du musée.